# Oleksandr Kútxer
Oleksandr Kútxer (Kíev, Unió Soviètica, 22 d'octubre de 1982) és un exfutbolista i entrenador ucraïnès que jugava de defensa.

## Biografia
Oleksandr Kúcher, que normalment actua de defensa central, va començar la seva carrera professional en un equip de la seva ciutat natal, l'Arsenal Khàrkiv. El 2002 va ajudar a ascendir al seu equip a la Persha Liha (segona categoria). Fou exalumne de l'Acadèmia Juvenil "Atleta" Kíev
El 2003 fitxa pel Metalurg Donetsk. Només arribar, i davant la falta d'oportunitats de jugar (solament disputa una trobada), es marxa en qualitat de cedit al Banants Erevan d'Armènia. Al seu retorn ja entra de forma més freqüent en les alineacions.
El 2006 es marxa a jugar al seu actual club, el Xakhtar Donetsk. Amb aquest equip guanya dos Lligues i una Copa d'Ucraïna.

## Internacional
Ha estat internacional amb la Selecció de futbol d'Ucraïna en 2 ocasions. El seu debut amb la samarreta nacional es va produir el 7 d'octubre de 2006 en el partit Ucraïna 0-2 Itàlia.

## Clubs
| Club               | País    | Any       |
| ------------------ | ------- | --------- |
| FC Arsenal Kharkiv | Ucraïna | 2000-2003 |
| Metalurg Donetsk   | Ucraïna | 2003      |
| Banants Erevan     | Armènia | 2003      |
| Metalurg Donetsk   | Ucraïna | 2004-2006 |
| FC Xakhtar Donetsk | Ucraïna | 2006-     |

## Títols
- 2 Lligues d'Ucraïna (Xakhtar Donetsk, 2006 i 2008)
- 1 Copa d'Ucraïna (Xakhtar Donetsk, 2008)
- 1 Supercopa d'Ucraïna (Xakhtar Donetsk, 2008)

Tornejos amistosos
- 1 Copa La Màniga (Xakhtar Donetsk, 2007)